# Für immer
«Für immer [Para siempre]» es un sencillo de Die Ärzte. Es la novena canción y el primer sencillo del álbum Die Ärzte.

## Canciones
1. «Für immer» (Urlaub) - 3:44
2. «Jenseits von Eden» (Chris Evans-Ironside, Kurt Gebegern, Joachim Horn-Bernges/Chris Evans-Ironside, Kurt Gebegern) - 3:59

### Maxisencillo
1. «Für immer» (No Time - Extended Version) (Urlaub) - 5:47
2. «Jenseits von Eden» (Chris Evans-Ironside, Kurt Gebegern, Joachim Horn-Bernges/Chris Evans-Ironside, Kurt Gebegern) - 3:59
3. «Ewige Blumenkraft» (Felsenheimer, Urlaub) - 3:20

## Lado B
Jenseitz von eden es también del álbum Die Ärzte, y Ewige Blumenkraft [Eterna fuerza de las flores] fue después incluido en Das Beste von kurz nach früher bis jetzte.
- Datos: Q5511755